# بلى حيوي شحماني
بلى حيوي شحماني
الْبَلَى الْحَيَوِيُّ الشحماني هُوَ مَرَضُ جَلْدِيُّ نَخِرُ يَحْدُثُ عَادَةٌ فِي مَرْضَى السُّكَّرِيِّ وَلَكِنَّ يَمَّكُنَّ أَنْ يَرْتَبِطَ أَيْضًا بِاِلْتِهَابِ الْمَفَاصِلِ الروماتويدي. فِي الْحَالَةِ الْأوْلَى أَيَّ فِي مَرْضَى السُّكَّرِيِّ، يُمْكِنُ أَنْ يُطْلِقَ عَلَيْهِ اِسْمَ الْبَلَى الْحَيَوِيِّ الشحماني السُّكَّرِيَّ. يَحْدُثُ الْبَلَى الْحَيَوِيُّ الشحماني السُّكَّرِيَّ فِي حَوَالِيُّ 0.3 % مِنَ السُّكَّانِ الْمُصَابِينَ بِمَرَضِ السُّكَّرِيِّ، وَغَالِبِيَّةَ الْمُصَابِينَ مِنَ النِّسَاءِ تَقْريبَا حَوَالِيِّ ثَلَاثَةٍ مِنَ الْإِنَاثِ مُقَابِلَ وَاحِدَ مِنَ الذُّكورِ.
لا تُؤَثِّرْ شِدَّةَ مَرَضِ السُّكَّرِيِّ أَوِ السَّيْطَرَةُ عَلَيْهِ لَدَى الْفَرْدِ عَلَى مَنْ سَيُصَابُ أَوْ لَا يُصَابُ بِالْبَلَى الْحَيَوِيِّ الشحماني السُّكَّرِيَّ. بَعْدَ تَشْخِيصِ الْإصَابَةِ بِالْبَلَى الْحَيَوِيِّ الشحماني لَنْ تُغَيِّرَ الْمُحَافَظَةُ وَالسَّيْطَرَةُ عَلَى دَاءِ السُّكَّرِيِّ بِشَكْلٍ أَفْضَلَ نَحوُ تَغْيِيرِ سُرْعَةِ الشِّفَاءِ مِنَ الْبَلَى الْحَيَوِيِّ الشحماني السُّكَّرِيَّ.

## الأعراض والعلامات
يَظْهَرُ الْبَلَى الْحَيَوِيُّ الشحماني أَوِ الْبَلَى الْحَيَوِيُّ الشحماني السُّكَّرِيَّ بِشَكْلِ مُتَكَرِّرِ عَلَى قَصَبَةِ الْمَرِيضِ، غَالِبًا عَلَى كِلَا السَّاقَيْنِ، عَلَى الرَّغْمِ مَنْ أَنَّهُ قَدْ يَحْدُثُ أَيْضًا عَلَى السَّاعِدَيْنِ وَالْيَدَيْنِ وَالْجَذَعِ، وَلَكِنَّ نَادِرًا يَظْهَرُ عَلَى الْحُلْمَةِ وَالْقَضِيبِ وَالْمَوَاقِعِ الْجِرَاحِيَّةِ. غَالِبًا مَا تَكَوُّنِ الآفات بِدُونِ أَعْرَاضٍ وَلَكِنَّهَا قَدْ تُصْبِحُ مُؤْلِمَةٌ وَتَتَقَرَّحُ عِنْدَ حُدوثِ جُرْحٍ. غَالِبًا مَا يَكُونُ أَوَّلَ أَعْرَاضِ الْبَلَى الْحَيَوِيِّ الشحماني هِي ظُهورُ «كَدَمَاتٍ» (حَمَامِيَّ) وَلَيْسَ بِالضَّرُورَةِ اِرْتِبَاطَهَا بِحُدوثِ إصَابَةِ مَعْرُوفَةِ. إِلَى أَيِّ مُدَى يُتْمِ تَوْرِيثِ الْبَلَى الْحَيَوِيِّ الشحماني غَيْرَ مَعْرُوفٍ.
يَظْهَرُ الْبَلَى الْحَيَوِيُّ الشحماني السُّكَّرِيَّ كَمِنْطَقَةِ مُرْتَفِعَةِ صَلْبَةٍ مِنَ الْجَلْدِ. عَادَةٌ مَا يَكُونُ مَرْكَزُ الْمِنْطَقَةِ الْمُصَابَةِ ذُو صِبْغَةِ صَفْرَاءِ بَيْنَمَا الْمِنْطَقَةِ الْمُحِيطَةَ بِهَا لَوْنُهَا وَرَدُّي غَامِقٌ. مِنَ الْمُمْكِنِ أَنْ تَنْتَشِرَ الْمِنْطَقَةُ الْمُصَابَةُ أَوْ تَتَحَوَّلُ إِلَى قَرِحَةِ مَفْتُوحَةِ. عَنْدَمَا يَحْدُثُ هَذَا، يَكُونُ الْمَرِيضُ أَكْثَرَ عَرْضَةٍ لِلْإصَابَةِ بِالْقَرِحَةِ. إِذَا حَدَّثَتْ إصَابَةً فِي الْجَلْدِ فِي الْمِنْطَقَةِ الْمُصَابَةِ، فَقَدْ لَا تَلْتَئِمْ بِشَكْلِ صَحِيحِ أَوْ سَتَتِرُكَ نَدَبَةُ دَاكِنَةُ.

## الفسيولوجيا المرضية
عَلَى الرَّغْمِ مَنْ أَنَّ السَّبَبَ الدَّقيقَ لِهَذِهِ الْحَالَةِ غَيْرَ مَعْرُوفٍ، إِلَّا أَنَّهُ اِضْطِرَابُ اِلْتِهَابِي يَتَمَيَّزُ بِتَنَكُّسِ الكولاجين، جَنْبًا إِلَى جَنْبِ مَعَ الْاِسْتِجَابَةِ الْحَبيبِيَّةِ. إِنَّهُ دَائِمًا مَا يُصِيبُ الْأُدُمَةُ بِشَكْلِ مُنْتَشِرِ، وأحيانًا يَشْمُلُ أَيْضًا الطَّبَقَةِ الدُّهْنِيَّةِ الْعَمِيقَةِ. بِشَكْلِ عَامٍ، تَتَكَاثَفُ الْأَوْعِيَةُ الدَّمَوِيَّةُ الْجَلْدِيَّة (اِعْتِلَالَ الْأَوْعِيَةِ الدَّقيقَةِ).
يُمْكِنُ أَنْ تَتَسَبَّبَ فِي حُدوثِ رضح مَحَلِّيَّ، عَلَى الرَّغْمِ مَنْ أَنَّهَا تَحَدُّثُ غَالِبًا دُونَ أَيِّ إصَابَةٍ.

## التشخيص
يَتِمُّ تَشْخِيصُ الْبَلَى الْحَيَوِيِّ الشحماني عَنْ طَرِيقِ خِزْعَةِ الْجَلْدِ، مِمَّا يُدْلِ عَلَى اِرْتِشَاحِ الْخَلَاَيَا الْاِلْتِهَابِيَّةِ الْمُخْتَلِطَةِ السَّطْحِيَّةِ وَالْعَمِيقَةِ حَوْلَ الْأَوْعِيَةِ الدَّمَوِيَّةِ وَالْخَلَاَّلِيَّةِ (بِمَا فِي ذَلِكَ الْخَلَاَيَا اللِّيمْفَاوِيَّةِ وَخَلَاَيَا البلازمية وَخَلَاَيَا الْمَنْسَجَاتُ أَحَادِيَةَ النَّوَاةِ وَمُتَعَدِّدَةِ النَّوَى وَالْخَلَاَيَا الْحَمْضِيَّةِ) فِي الْأُدُمَةِ وَتَحْتَ الْجَلْدِ، بِالْإضَافَةِ إِلَى اِلْتِهَابِ الْأَوْعِيَةِ الدَّمَوِيَّةِ النَّاخِرِ مَعَ بَلَى حَيَوِيَّ مُجَاوِرَ وَنُخُرَ فِي هَيَاكِلِ الْمُلْحَقَاتِ. غَالِبًا مَا تَكَوُّنِ مَنَاطِقِ الْبَلَى الْحَيَوِيِّ أَكْثَرَ اِتِّسَاعًا وَأَقَلَّ تَحْدِيدًا مِمَّا كَانَتْ عَلِيُّهُ فِي الْوَرَمِ الْحَبيبِيِّ الْحَلْقِيِّ. يَتِمُّ الْكَشْفُ عَنْ وُجُودِ الدُّهْنِ فِي مَنَاطِقِ الْبَلَى الْحَيَوِيِّ بِوَاسِطَةٍ مُلَوَّنٍ سُودَانَ. قَدْ تُوجِدُ أَيْضًا شُقُوقِ الكوليسترول والفايبرين والموسين فِي مَنَاطِقِ الْبَلَى الْحَيَوِيِّ. اِعْتِمَادًا عَلَى شِدَّةِ الْبَلَى الْحَيَوِيِّ، قَدْ تَكُونُ أَنْوَاعُ مُعَيَّنَةُ مَنِ الْخَلَاَيَا أَكْثَرَ اِنْتِشَارًا. عَنْدَمَا تَكَوُّنِ الْآفَةِ فِي مَرَاحِلِهَا الْمُبَكِّرَةِ، قَدْ تَكُونُ الْعَدْلَاتُ الْأَبْرَزَ، بَيْنَمَا فِي الْمَرَاحِلِ الْمُتَأَخِّرَةِ مِنْ تَطَوُّرِ الْخَلَاَيَا اللِّيمْفَاوِيَّةِ وَالْمَنْسَجَاتُ قَدْ تَكُونُ أَكْثَرُ اِنْتِشَارًا.

## العلاج
لَا يُوجَدُ عِلَاَجُ مُحَدَّدُ لِلْبَلَى الْحَيَوِيِّ. يُمْكِنُ عِلَاَجُ الْبَلَى الْحَيَوِيِّ السُّكَّرِيِّ بِالْعِلَاَجِ بالسورالين وَالْأَشِعَّةَ فَوْقَ الْبَنَفْسَجِيَّةِ وَتَحْسِينِ التَّحَكُّمِ الْعِلَاَجِيِّ. عَلَى الرَّغْمِ مِنْ وُجُودِ بَعْضِ التِّقْنِيَّاتِ الَّتِي يَمِّكُنَّ اِسْتِخْدَامَهَا لِتَقْليلِ عَلَاَمَاتِ النُّخُرِ مِثْلُ جُرْعَةِ مُنْخَفِضَةِ مِنَ الأسبرين عَنْ طَرِيقِ الْفَمِ أَوْ كَرِيمُ السّتِيرُويْدِ أَوْ حُقْنَهُ فِي الْمِنْطَقَةِ الْمُصَابَةِ، إِلَّا أَنَّ هَذِهِ الْعَمَلِيَّةِ قَدْ تَكُونُ فُعَّالَةٌ لِنِسْبَةِ صَغِيرَةِ فَقَطْ مِنَ الْأَشْخَاصِ الْمُعَالِجِينَ.